# Baş Kəldək
Baş Kəldək är en ort i Azerbajdzjan.   Den ligger i distriktet Şəki Rayonu, i den centrala delen av landet, 230 kilometer väster om huvudstaden Baku. Baş Kəldək ligger 873 meter över havet och antalet invånare är 1 111.
Terrängen runt Baş Kəldək är kuperad åt sydost, men åt nordväst är den bergig. Närmaste större samhälle är Sheki, 14,1 kilometer väster om Baş Kəldək. 
Omgivningarna runt Baş Kəldək är en mosaik av jordbruksmark och naturlig växtlighet. Runt Baş Kəldək är det ganska glesbefolkat, med 38 invånare per kvadratkilometer.